# Diethylaluminiumhydrid
Diethylaluminiumhydrid ist eine organisch chemische Verbindung aus der Gruppe der Organoaluminiumverbindungen.

## Herstellung und Reaktionen
Diethylaluminiumhydrid ist ein Intermediat in der Synthese von Triethylaluminium (TEA). Dabei reagiert TEA mit elementarem Aluminium und Wasserstoff zu Diethylaluminiumhydrid. Dieses reagiert wiederum mit Ethylen zu TEA. In der Gesamtreaktionsgleichung wird aus Aluminium, Wasserstoff und Ethylen das TEA gebildet, wobei zusätzlich eine gewisse Menge TEA im Reaktionszyklus verbraucht und zurückgebildet wird.
Diethylaluminiumhydrid eignet sich zur Reduktion von Organozinnhalogeniden zu Organozinnhydriden. Dazu gehört beispielsweise die Reduktion von Triethylzinnchlorid zu Triethylzinnhydrid, von Diphenylzinndichlorid zu Diphenylzinndihydrid oder von Butylzinntrichlorid zu Butylzinntrihydrid.